# برج صلح

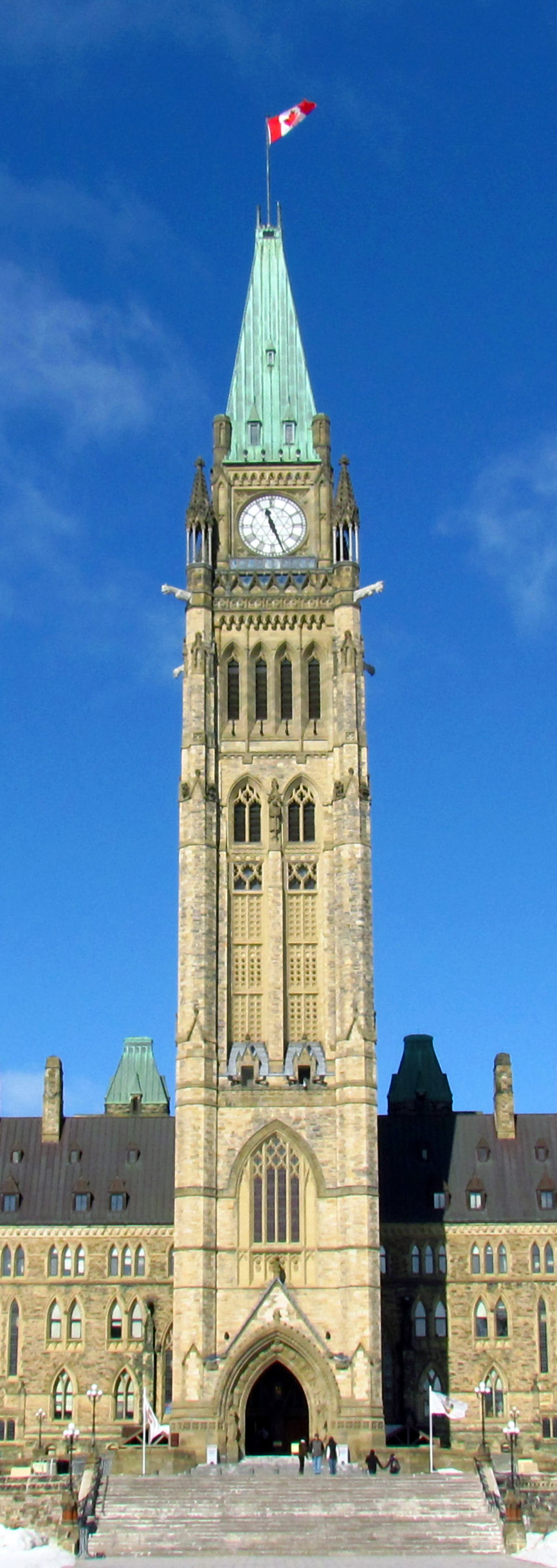
نمای اصلی برج صلح اتاوا.

برج صلح (به انگلیسی: The Peace Tower) (نام رسمی: برج پیروزی و صلح) یک برج ساعت و ناقوس در اتاوا، پایتخت کانادا است.
این برج در مسیر میانی بلوک مرکزی ساختمان‌های پارلمان کانادا در اتاوا قرار دارد. این برج پس از آن ساخته شد که برج ۵۵-متری (۱۸۰ فوتی) ویکتوریا در سال ۱۹۱۶ طعمه آتش شد و به همراه آن بسیاری از بناهای بلوک مرکز نیز سوخت و تنها کتابخانه مجلس سالم ماند.
برج صلح امروزه یکی از نمادهای کانادا است و نقش آن بر روی اسکناس‌های پنجاه دلاری و بیست دلاری کانادا نیز دیده می‌شود.